# Peggy Ashcroft
Dame Edith Margaret Emily Ashcroft, nota semplicemente come Peggy Ashcroft (Croydon, 22 dicembre 1907 – Londra, 14 giugno 1991) è stata un'attrice britannica.
Vinse il premio Oscar alla miglior attrice non protagonista nel 1985 per l'interpretazione in Passaggio in India. Acclamata attrice teatrale, è stata una raffinata interprete shakespeariana e colonna portante della Royal Shakespeare Company per due decenni, per poi espandere il proprio repertorio anche a drammaturghi contemporanei come Samuel Beckett, Edward Albee ed Harold Pinter.

## Biografia
Edith Margaret Emily Ashcroft nacque a Croydon, la figlia minore di Violetta Maud Bernheim e William Worsley Ashcroft, che morì in battaglia durante la prima guerra mondiale. La Ashcroft studiò alla Woodford School e alla Central School of Speech and Drama, formandosi anche da autodidatta sulle opere di Stanislavskij. Durante gli studi fece il suo debutto professionale sulle scene con Dear Brutus di J. M. Barrie al Birmingham Repertory Theatre e nel 1927 ottenne il diploma dalla scuola di recitazione. Due anni più tardi fece il suo debutto nel West End londinese con la commedia Jew Süss, con cui ottenne grandi apprezzamenti per le sue doti d'attrice. Nel 1930 interpretò Desdemona accanto all'Otello di Paul Robeson al Savoy Theatre, attirando così l'attenzione di John Gielgud, che la volle accanto a sé come co-protagonista nel Romeo e Giulietta che l'attore stesso diresse e interpretò ad Oxford. Si unì alla compagnia dell'Old Vic nella stagione 1932-1933, durante la quale interpretò cinque eroine shakespeariane, e poi Kate in Ella si umilia per vincere e Lady Teazle ne La scuola della maldicenza. Nel 1933 fece il suo debutto cinematografico nel film di Maurice Elvey The Wandering Jew, anche se l'attrice non amò mai recitare per il cinema e apparve in solo una manciata di film nei successivi venticinque anni.
Dopo aver recitato per Hitchcok ne Il club dei 39 e altre apparizioni teatrali, nell'ottobre del 1935 tornò ad interpretare Giulietta accanto al Romeo di Laurence Olivier e di Gielgud, che si alternavano nel ruolo. L'anno successivo ottenne un altro successo sulle scene con Il gabbiano e nel 1937 fece il suo debutto a Broadway in una breve parentesi newyorchese. Tornata nel Regno Unito, la Aschcroft tornò a recitare con Gielgud in quattro opere teatrali in scena al Queen's Theatre di Londra, interpretando la regina in Riccardo II, Lady Teazle ne La scuola della maldicenza, Irina in Tre sorelle e Porzia ne Il mercante di Venezia. All'inizio degli anni quaranta l'attività teatrale si diradò in seguito alla nascita della figlia e allo scoppio della seconda guerra mondiale, pur recitando ancora con Gielgud in apprezzate interpretazioni di Ofelia nell'Amleto, Titania in Sogno di una notte di mezza estate e dell'omonima protagonista della Duchessa di Malfi. Dopo la nascita del secondo figlio, l'attrice tornò a recitare con successo nel 1947, interpretando l'alcolista Evelyn Holt in Edward, My Son a Londra e a Broadway e la protagonista Catherine Sloper ne L'ereditiera nel 1949.
Negli anni cinquanta Peggy Ashcroft continuò a recitare a Stratford e Londra, interpretando numerosi ruoli dal repertorio classico e rinascimentale come Beatrice in Molto rumore per nulla, Cordelia in Re Lear, Viola ne La dodicesima notte, Elettra nella tragedia di Sofocle e Mistress Page ne Le allegre comari di Windsor; attiva anche nel repertorio moderno e contemporaneo, la Ashcroft interpretò anche il ruolo di Shen Te e Shui Ta ne L'anima buona di Sezuan ed Hester Collyer nella prima assoluta de Il profondo mare azzurro di Terence Rattigan nel 1952. Nel 1958 si unì su invito di Peter Hall alla neo-fondata Royal Shakespeare Company (RSC), Nella prima stagione della RSC, Peggy Aschroft interpretò Caterina ne La bisbetica domata, Paolina ne Il racconto d'inverno, La duchessa di Amalfi, Emilia in Otello e Ranevskaya ne Il giardino dei ciliegi, recitando spesso accanto a Gielgud. Particolarmente apprezzate furono le sue interpretazioni in The Wars of the Roses (1963-1964), un riadattamento di Enrico VI parte I, II e III e di Riccardo III in cui la Ashcroft interpretò il personaggio di Margherita d'Angiò dalla prima giovinezza alla maturità. Durante il resto degli anni sessanta alternò apparizioni in drammi classici e moderni, recitando i ruoli di Arkadina ne Il gabbiano (1964), Mrs Alvin in Spettri (1967), Agnes in Un equilibrio delicato (1969) e Caterina d'Aragona nell'Enrico VIII (1969).
Pur continuando a recitare con la RSC, quando Peter Hall subentrò ad Olivier come direttore artistico nel National Theatre la Ashcroft iniziò a recitare nel nuovo teatro del Southbank, interpretando, tra i vari, ruoli principali in John Gabriel Borkman e Giorni felici. L'addio alle scene avvenne nel 1982, quando recitò a Londra nel ruolo della contessa in Tutto è bene quel che finisce bene, un ruolo precedentemente interpretato a Statford l'anno prima. Dopo il termine della carriera teatrale la Aschcroft ottenne importanti successi in televisione e al cinema: nel 1985 vinse il BAFTA per la miglior attrice per The Jewel in the Crown e, soprattutto, nello stesso anno vinse l'Oscar alla miglior attrice non protagonista per Passaggio in India, per cui vinse anche un secondo BAFTA. Nel 1989 vinse la Coppa Volpi per la migliore interpretazione femminile per il film TV È stata via, diretto da Peter Hall. Il suo ultimo lavoro fu il dramma radiofonico di Tom Stoppard In the Native State, trasmesso dalla BBC nel 1991.
Peggy Ashcroft morì per un infarto a Londra nel 1991, all'età di ottantatré anni. La salma fu cremata e le ceneri furono sparse intorno a un albero di gelso che la stessa Ashcroft nel 1969 aveva piantato nel sito dell'ultima dimora di Shakespeare.

## Vita privata
Peggy Ashcroft fu sposata tre volte. Nel 1929 si sposò con Rupert Hart-Davis, attore e futuro editore, ma il matrimonio ebbe vita breve, anche a causa dei numerosi tradimenti dell'attrice prima con Paul Robeson, poi con J. B. Priestley e Fëdor Komissarževskij. Dopo il divorzio nel 1933 per adulterio, nel 1934 si risposò proprio con Komissarževskij, ma anche questo matrimonio naufragò presto, termimando nel 1936. Nel 1940 la Ashcroft sposò in terze nozze l'avvocato Jeremy Hutchinson, con cui rimase per venticinque anni prima di divorziare nel 1965; la coppia ebbe due figli: Eliza (1941) e Nicholas St John Hutchinson (1946). Era la nonna materna della cantante francese Emily Loizeau.

## Filmografia

### Cinema
- The Wandering Jew, regia di Maurice Elvey (1933)
- Il club dei 39 (The 39 Steps), regia di Alfred Hitchcock (1935)
- Rhodes of Africa, regia di Berthold Viertel (1936)
- Twelfth Night, regia di Michel Saint-Denis (1939) - film tv
- The Tempest, regia di Dallas Bower (1939) - film tv
- Channel Incident, regia di Anthony Asquith (1940) - cortometraggio
- Quiet Wedding, regia di Anthony Asquith (1941)
- La storia di una monaca (The Nun's Story), regia di Fred Zinnemann (1959)
- The Cherry Orchard, regia di Michael Elliott (1962) - film tv
- From Chekhov with Love, regia di Bill Turner (1968) - film tv
- Tell Me Lies, regia di Peter Brook (1968)
- Cerimonia segreta (Secret Ceremony), regia di Joseph Losey (1968)
- In 2 sì, in 3 no (Three Into Two Won't Go), regia di Peter Hall (1969)
- Domenica maledetta domenica (Sunday Bloody Sunday), regia di John Schlesinger (1971)
- Il pedone (Der Fußgänger), regia di Maximilian Schell (1973)
- Joseph Andrews, regia di Tony Richardson (1977)
- Georgie e Bonnie (Hullabaloo Over Georgie and Bonnie's Pictures), regia di James Ivory (1978) - film tv
- Cream in My Coffee, regia di Gavin Millar (1980) - film tv
- Passaggio in India (A Passage to India), regia di David Lean (1984)
- Murder by the Book, regia di Lawrence Gordon Clark (1986) - film tv
- Quando soffia il vento (When the Wind Blows), regia di Jimmy T. Murakami (1986) - voce
- Madame Sousatzka, regia di John Schlesinger (1988)
- The Heat of the Day, regia di Christopher Morahan (1989) - film tv
- È stata via (She's Been Away), regia di Peter Hall (1989)

### Televisione
- BBC Sunday Night Theatre - serie TV, 1 episodio (1959)
- The Wars of the Roses - serie TV, 3 episodi (1965)
- Theatre 625 - serie TV, 1 episodio (1965)
- ITV Play of the Week - serie TV, 1 episodio (1966)
- The Wednesday Play - serie TV, 1 episodio (1967)
- ITV Saturday Night Theatre - serie TV, 1 episodio (1972)
- Edward & Mrs. Simpson - serie TV, 5 episodi (1978)
- BBC2 Playhouse - serie TV, 1 episodio (1980)
- BBC Play of the Month - serie TV, 2 episodi (1971-1982))
- The Jewel in the Crown -serie TV, 7 episodi (1984)
- Six Centuries of Verse - serie TV, 3 episodi (1984)
- A Perfect Spy - miniserie TV  (1987)

### CD
- Two Loves - A Sequence of Poetry and Music by William Shakespeare and John Dowland, Julian Bream/Peggy Ashcroft - 1989 RCA/Sony

## Teatro
- Dear Brutus di J. M. Barrie, Birmingham Repertory Theatre (1926)
- Bird in Hand di John Drinkwater, Birmingham Repertory Theatre (1927)
- Ella si umilia per vincere di Oliver Goldsmith, Prince's Theatre di Bristol (1928-1929)
- The Breadwinner di W. Somerset Maugham, Vaudeville Theatre di Londra (1930)
- Otello, di William Shakespeare, Savoy Theatre di Londra (1930)
- La scuola della maldicenza di Richard Brinsley Sheridan, Old Vic di Londra (1932-1933)
- Il racconto d'inverno di William Shakespeare, Old Vic di Londra (1932-1933)
- Come vi piace di William Shakespeare, Old Vic di Londra (1932-1933)
- La tempesta di William Shakespeare, Old Vic di Londra (1932-1933)
- Ella si umilia per vincere di Oliver Goldsmith, Old Vic di Londra (1932-1933)
- Romeo e Giulietta di William Shakespeare, Old Vic di Londra (1932-1933)
- Il mercante di Venezia di William Shakespeare, Old Vic di Londra (1932-1933)
- Maria Stuart di Friedrich Schiller, Old Vic di Londra (1932-1933)
- Cimbelino di William Shakespeare, Old Vic di Londra (1932-1933)
- Cesare e Cleopatra, di George Bernard Shaw, Old Vic di Londra (1932-1933)
- Romeo e Giulietta di William Shakespeare, New Theatre di Londra (1935-1936)
- Il gabbiano di Anton Čechov, New Theatre di Londra (1936)
- Riccardo II di William Shakespeare, Queen's Theatre di Londra (1937)
- Il mercante di Venezia di William Shakespeare, Queen's Theatre di Londra (1938)
- Tre sorelle di Anton Čechov, Queen's Theatre di Londra (1938)
- La scuola della maldicenza di Richard Brinsley Sheridan, Queen's Theatre di Londra (1938)
- L'importanza di chiamarsi Ernesto di Oscar Wilde, Globe Theatre di Londra e Prince's Theatre di Bristol (1939-1940)
- Cousin Muriel di Clemence Dane, Globe Theatre di Londra (1940)
- L'importanza di chiamarsi Ernesto di Oscar Wilde, Phoenix Theatre di Londra (1942)
- Amleto di William Shakespeare, Haymarket Theatre di Londra (1944)
- La duchessa di Amalfi di John Webster, Haymarket Theatre di Londra (1944-1945)
- Sogno di una notte di mezza estate di William Shakespeare, Haymarket Theatre di Londra (1944-1945)
- L'ereditiera di Augustus Goetz e Ruth Goetz, Haymarket Theatre di Londra (1949)
- Molto rumore per nulla di William Shakespeare, Shakespeare Memorial Theatre di Stratford-upon-Avon (1950)
- Re Lear di William Shakespeare, Shakespeare Memorial Theatre di Stratford-upon-Avon (1950)
- Elettra di Sofocle, Old Vic di Londra (1950-1951)
- Le allegre comari di Windsor di William Shakespeare, Old Vic di Londra (1950-1951)
- La dodicesima notte di William Shakespeare, Old Vic di Londra (1950-1951)
- Il profondo mare azzurro di Terence Rattigan. Duchess Theatre di Londra (1952)
- Il mercante di Venezia di William Shakespeare, Shakespeare Memorial Theatre di Stratford-upon-Avon (1952-1953)
- Antonio e Cleopatra di William Shakespeare, Shakespeare Memorial Theatre di Stratford-upon-Avon (1953-1954)
- Molto rumore per nulla di William Shakespeare, tour inglese (1955)
- Re Lear di William Shakespeare, tour inglese (1955)
- Il giardino di gesso, di Enid Bagnold, Haymarket Theatre di Londra (1956)
- Come vi piace di William Shakespeare, Shakespeare Memorial Theatre di Stratford-upon-Avon (1956-1957)
- Cimbelino di William Shakespeare, Shakespeare Memorial Theatre di Stratford-upon-Avon (1956-1957)
- La bisbetica domata di William Shakespeare, Shakespeare Memorial Theatre di Stratford-upon-Avon (1960)
- Il racconto d'inverno di William Shakespeare, Shakespeare Memorial Theatre di Stratford-upon-Avon (1960)
- La duchessa di Amalfi di John Webster, Shakespeare Memorial Theatre di Stratford-upon-Avon e Aldwych Theatre di Londra (1960)
- Otello di William Shakespeare, Shakespeare Memorial Theatre di Stratford-upon-Avon (1961)
- Il giardino dei ciliegi di Anton Čechov, Shakespeare Memorial Theatre di Stratford-upon-Avon (1961-1962)
- Enrico VI di William Shakespeare, Shakespeare Memorial Theatre di Stratford-upon-Avon ed Aldwych Theatre di Londra (1963-1964)
- Riccardo III di William Shakespeare, Shakespeare Memorial Theatre di Stratford-upon-Avon (1963-1964)
- Spettri di Henrik Ibsen, Aldwych Theatre di Londra (1967)
- Un equilibrio delicato di Edward Albee, Aldwych Theatre di Londra (1969)
- Enrico VIII di William Shakespeare, Shakespeare Memorial Theatre di Stratford-upon-Avon (1969)
- All Over di Edward Albee, Aldwych Theatre di Londra (1972)
- Giorni felici di Samuel Beckett, National Theatre di Liverpool (1974)
- John Gabriel Borkman di Henrik Ibsen, Royal National Theatre di Londra (1975)
- La guardia al Reno di Lillian Hellman, Royal National Theatre (1980)
- Tutto è bene quel che finisce bene di William Shakespeare, Shakespeare Memorial Theatre di Stratford-upon-Avon e Barbican Centre di Londra (1981-1982)

## Riconoscimenti
- Premio Oscar
  - 1985 – Miglior attrice non protagonista per Passaggio in India
- Golden Globe
  - 1985 – Migliore attrice non protagonista per Passaggio in India
  - 1986 – Candidatura Miglior attrice in una mini-serie o film per la televisione per The Jewel in the Crown
- BAFTA
  - 1960 – Candidatura Migliore attrice protagonista per La storia di una monaca
  - 1970 – Candidatura Migliore attrice non protagonista per Three into Two Won't Go
  - 1979 – Candidatura Miglior attrice televisiva per Hullabaloo Over Georgie and Bonnie's Pictures ed Edward & Mrs. Simpson
  - 1980 – Miglior attrice televisiva per Cream in My Coffee e BBC2 Playhouse
  - 1985 - Miglior attrice televisiva per The Jewel in the Crown
  - 1985 – Migliore attrice protagonista per Passaggio in India
  - 1989 – Candidatura Migliore attrice non protagonista per Madame Sousatzka
  - 1990 – Candidatura Miglior attrice televisiva per È stata via
  - 1990 – Premio alla carriera
- Boston Society of Film Critics Award
  - 1985 – Migliore attrice non protagonista per Passaggio in India
- Coppa Volpi
  - 1990 – Migliore interpretazione femminile per È stata via
- Premio Emmy
  - 1985 – Candidatura Miglior attrice protagonista in una mini-serie o film TV per The Jewel in the Crown
  - 1987 – Candidatura Miglior attrice non protagonista in una mini-serie o film TV per A perfect spy
- Premio Laurence Olivier
  - 1976 – Miglior attrice in una nuova opera teatrale per Old World
  - 1991 – Premio alla carriera

## Doppiatrici italiane
Nelle versioni in italiano dei suoi film Peggy Ashcroft è stata doppiata da:
- Wanda Tettoni in Cerimonia segreta, Domenica, maledetta domenica
- Renata Marini in La storia di una monaca
- Anna Miserocchi in Passaggio in India
- Franca Dominici in Madame Sousatzka
- Lia Curci in È stata via
- Stefanella Marrama in Il club dei 39 (ridoppiaggio)[4]

Da doppiatrice è sostituita da:
- Isa Bellini in Quando soffia il vento